# Multán
Multán es una ciudad en el sur de la provincia de Punyab (en Pakistán). Es una ciudad agrícola, la séptima más poblada del país.

## Historia
Multan es una de las ciudades más antiguas del subcontinente. Su nombre deriva del nombre sánscrito Mulasthana que lleva el nombre de un templo del sol. Ha sido con frecuencia un lugar de conflicto debido a su ubicación en una ruta de invasión importante entre el sur de Asia y Asia central. Fue visitada por el ejército de Alejandro Magno durante el año 326 a. C.
Fue conquistada junto con Sindh por Muhammad bin Qasim. Después de la conquista, la ciudad estaba segura bajo el dominio musulmán, aunque en realidad era un estado independiente y la mayoría de los súbditos no eran musulmanes.
En junio de 1818, fue tomada al Imperio durrani (que la dominaba desde 1752) por el Imperio sij, perdiéndola ante los británicos el 22 de enero de 1849, durante las guerras anglo-sij. El 5 de marzo de 1947, durante la partición de la India, se produjeron disturbios de la mayoría musulmana (57,16%) contra la población hinduista (39,65%) y sij (1,87%). El 17 de agosto de ese mismo año quedó en manos del Dominio de Pakistán, según lo establecido de la Línea Radcliffe.

## Demografía
Según el censo de 1998 tenía una población de 1 197 384 habitantes.
Una estimación de 2020 calcula que tiene más de 2 millones de habitantes.
Los musulmanes suponen el 99% de la población y los cristianos el 0,86%.